# El Decameron Negro
El Decameron Negro è una composizione per chitarra classica di Leo Brouwer. La composizione, datata 1981, consta di tre brani distinti: El arpa del guerrero, La huida de los amantes por el valle de los ecos e Balada de la doncella enamorada.
La composizione (insieme al titolo) è globalmente ispirata da alcuni racconti etnici africani, raccolti dall'antropologo tedesco Leo Frobenius durante il XIX secolo. In essi è narrata la storia di un guerriero che viene bandito dalla sua terra perché diventato suonatore di arpa, ma vi farà ritorno per salvare il suo popolo minacciato dagli invasori; sconfitto il nemico, il guerriero viene di nuovo esiliato, ma fugge portando con sé l'amata. Brouwer ha dedicato l'opera alla chitarrista canadese Sharon Isbin, della quale rimase sorprendentemente impressionato nel 1975.
Rispetto ai lavori degli anni settanta (come La espiral eterna e Parábola), in questo periodo la musica di Brouwer vira verso un ritorno alla tonalità, con tendenze ad un lirismo talvolta accentuato; è il caso in particolare de La huida de los amantes (secondo movimento): le tecniche impiegate (arpeggi con corde a vuoto, armonici) conferiscono una forza solenne e quasi "elegiaca", mentre nella seconda parte l'espediente delle imitazioni-risposta con brusche variazioni dinamiche riproduce l'effetto dell'eco da cui il titolo del brano.

## Registrazioni
- Alvaro Pierri - "Brouwer: El Decameron Negro & other guitar works", Anelekta (1995)
- Antigoni Goni - "Guitar recital", Naxos (1997)
- John Williams - "The Black Decameron", Sony (1998)
- Flavio Cucchi - "Popular works by Leo Brouwer", ARC (1998)
- Elena Papandreu - "Brouwer: Guitar Music, Vol. 2", Naxos (2002)